# Synology
Synology Inc. (кит. 群暉科技) — тайваньская корпорация, специализирующаяся на производстве и продаже сетевых устройств хранения данных (NAS) и программного обеспечения для них. Компания выпускает несколько линеек продуктов: DiskStation для настольных решений, FlashStation для моделей с флэш-памятью и RackStation для стоек. Штаб-квартира Synology находится в Новом Тайбэе, Тайвань.
В 2018 году Wirecutter Synology описывается как давний «лидер в NAS-индустрии для малого бизнеса и домашних сетей», хотя все еще новичок в области Wi-Fi роутеров.

## История

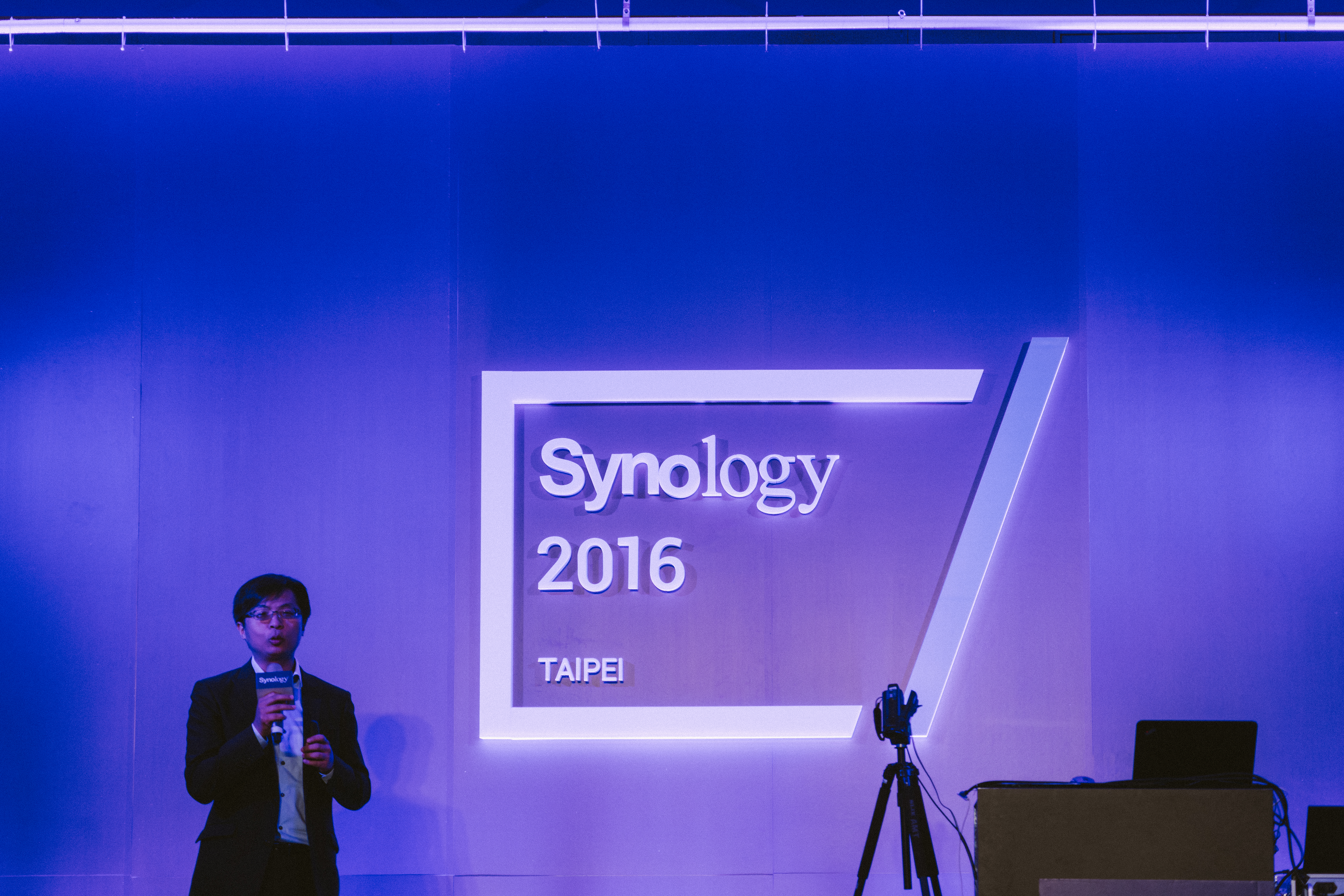
Деррен Лу, технический директор Synology

Synology Inc. была основана в январе 2000 года, бывшими сотрудниками Microsoft Цюнем Ляо (кит. трад. 廖群, пиньинь Liào Qún, палл. Ляо Цюнь) и Филиппом Вонгом (кит. трад. 翁英暉, пиньинь Wēng Yīnghuī, палл. Вэн Инхуэй); название компании на китайском языке (кит. трад. 群暉, пиньинь Qúnhuī, палл. Цюньхуэй) было образовано из их имён. Ляо был менеджером по развитию в группе Microsoft Exchange Server, а Вонг — директором по продажам Microsoft на Тайване. Они начали разработку новой операционной системы под названием Filer OS, основанную на Berkeley Software Distribution (BSD), которая должна была использоваться с оборудованием Fastora NAS для создания NAS-решений. Для тесной интеграции программного обеспечения NAS с оборудованием, в 2004 году Synology выпустила свой первый продукт DiskStation DS-101.
Synology Inc. насчитывает около 650 сотрудников по всему миру. Ляо и Вонг по-прежнему работают в компании: Ляо является президентом Synology America Corp., а Вонг — председателем правления Synology Inc.

## Линейка продуктов

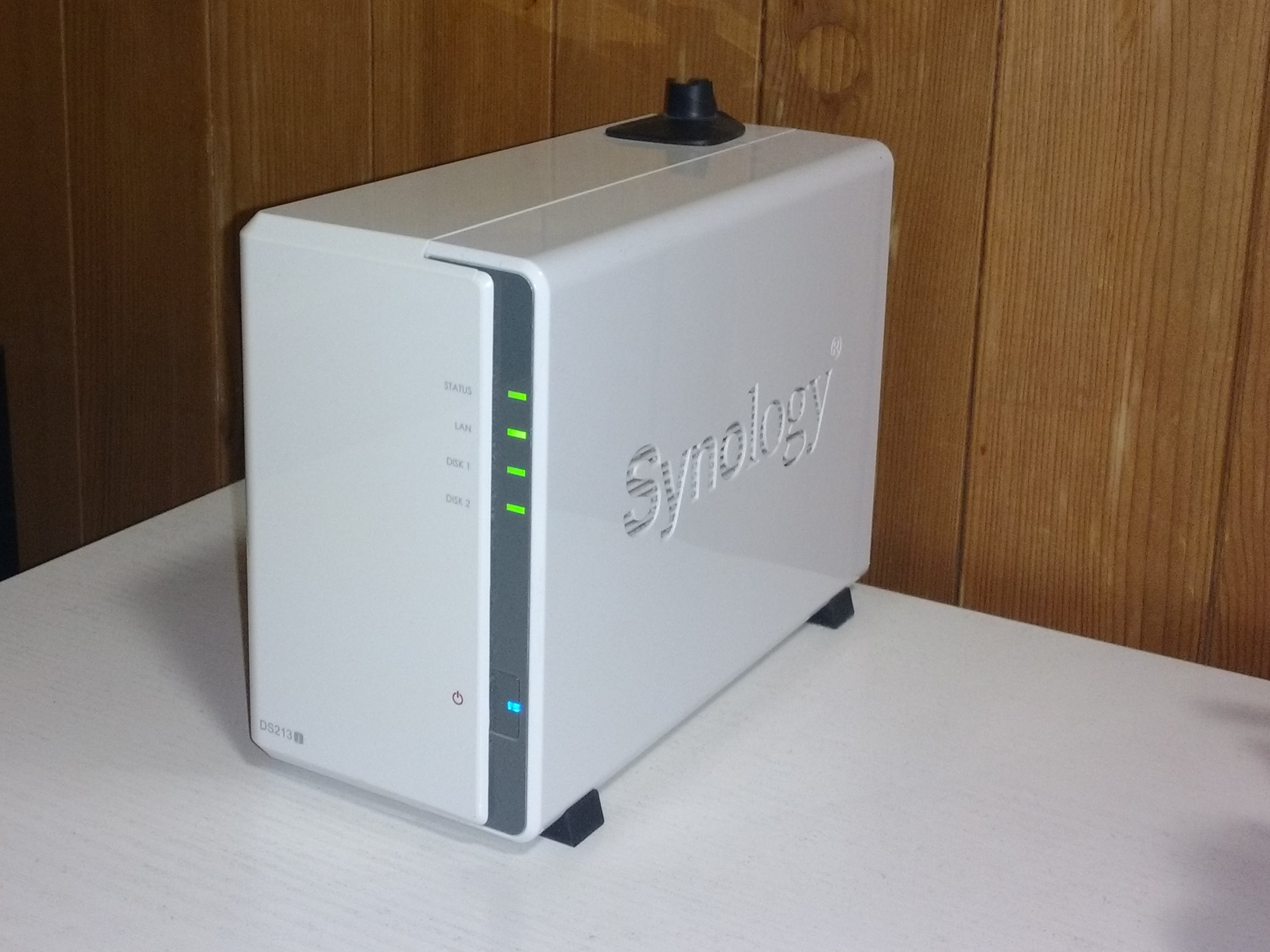
Synology DiskStation DS213J

### Synology DiskStation Manager (DSM)
Основным продуктом Synology является Synology DiskStation Manager (DSM), программный пакет на основе Linux, который является операционной системой для продуктов DiskStation и RackStation. Synology DSM является основой DiskStation, объединяющей основные функции совместного использования файлов, централизованного резервного копирования, хранилища RAID, потокового мультимедиа, виртуального хранилища. Synology также предоставляет бесплатные мобильные приложения для своих пользователей, на различных платформах: iOS, Android, Windows Phone и Kindle Fire.

### Synology DiskStation
Synology DiskStation представляет собой сетевое устройство хранения данных (NAS). DiskStation — это настольное NAS-устройство, в котором доступно от одного до двенадцати отсеков для дисков. Некоторые модели поддерживают масштабируемость хранилища.

### Synology FlashStation
Synology FlashStation — это версия DiskStation, поддерживающая флеш память.

### Synology RackStation
Synology RackStation — это версия для стоек. Она обладает теми же возможностями, что и DiskStation, за исключением того, что он предназначен для установки в 19-дюймовую стойку . Некоторые модели стоек Synology оснащены резервными источниками питания. Как и в случае с его настольными собратьями, некоторые модели RackStation также поддерживают масштабируемость хранилища.

### Synology Router
Synology Router Manager (SRM) был создан на основе DiskStation Manager (DSM). Беспроводной маршрутизатор RT1900ac поставляется без модема, но пользователи могут подключить ADSL или кабельный модем к порту WAN или различные 3G / 4G модемы к порту USB. RT2600ac поддерживает до 2,53 Гбит / с при работе с 1,7 ГГц двухъядерный процессор. Он использует MU-MIMO и формирование луча с аппаратным ускорением двигателя.

## Расширяемость DSM
Архитектура программного обеспечения Synology позволяет интегрировать сторонние приложения. Сотни сторонних приложений доступны в дополнение к собственному каталогу Synology. Есть доступ к командной строке через SSH или Telnet. Доступна работа с API от Synology. Сторонние приложения могут быть написаны на интерпретируемом языке программирования, таком как PHP, или скомпилированы. Публичные API-интерфейсы позволяют интегрировать пользовательские приложения в веб-интерфейс Synology. Установщики, использующие формат SPK, могут устанавливать сторонние приложения непосредственно в операционной системе DSM.

## Уязвимости
В 2014 году появился вирус-вымогатель под названием «Synolocker», предназначенный для устройств Synology.